# Simulium erythrocephalum
Simulium erythrocephalum es una especie de insecto del género Simulium, familia Simuliidae, orden Diptera.
Fue descrita científicamente por De Geer, 1776.